# Loulja
Loulja (franska: Loulja (CR), Loulja (Commune Rurale), arabiska: اجبابرة) är en kommun i Marocko.   Den ligger i provinsen Taounate och regionen Fès-Meknès, i den nordöstra delen av landet, 180 km öster om huvudstaden Rabat. Antalet invånare är 16 515.